# Skilt från-tecknet
Skilt från-tecknet, även kallat ej lika med-tecknet, inte lika med-tecknet eller negerat likhetstecken (≠) är, främst, en matematisk symbol som sätts mellan två led för att visa att dessa inte är likvärdiga. Det utgörs av ett struket likhetstecken:
- {\displaystyle 3+6\neq 12}
- {\displaystyle 50^{0}\neq {\frac {100}{2}}}
- {\displaystyle f(x)={\frac {0,\!23}{x}}} där x ≠  0 (det vill säga funktionen f gäller för samtliga värden av x, förutom då x = 0).

Tecknet utläses skilt från, ej lika med eller inte lika med:
- {\displaystyle x\neq z} (läs x är inte lika med z)

Tecknet är motsatstecken till likamedtecknet (=).
I programspråk skrivs tecknet ≠ bland annat som != (C, Java, C-sharp), <> (Pascal), /= (Lisp), .
Tecknet ≠ används även (jämte dubbelkorset ‡) inom kemin för att beteckna aktiverade komplex och övergångstillstånd.

## Typografiska aspekter
Tecknet följer samma typografiska regler som likamedtecknet (=).

## Unicode, HTML och LaTeX
- Unicode-koden för ≠ är U+2260 (Not equal to)
- HTML-koden för tecknet är &#x2260; eller &#8800; eller &ne;
- I LaTeX är koden för ≠ är \ne